# Mario (cantante)
Mario Dewar Barrett, noto con il solo prenome Mario (Baltimora, 27 agosto 1986), è un cantautore statunitense.
Noto principalmente per i singoli di successo Let Me Love You e Just A Friend, Mario è stato posizionato alla numero 98 nella classifica di Billboard degli artisti del decennio '00 degli anni 2000. Nella sua carriera, Mario ha pubblicato 5 album ed è apparso in alcuni film e serie TV a tema musicale.

## Biografia

### Infanzia e adolescenza
Nato a Baltimora, Mario ha vissuto la propria infanzia con la nonna, per via dei problemi di droga che affliggevano la madre. Mario decise all'età di soli quattro anni che sarebbe diventato un cantante. Per togliere Mario dalla strada, che all'epoca faceva parte di una gang, la madre lo incoraggiò in diversi modi, compreso l'acquisto di una macchina per il karaoke. All'età di undici anni venne notato da un produttore, Troy Patterson, dopo aver cantato "I'll Make Love to Yo" ad un concorso al "Coppin State College". Mario frequentò la "Milford Mill Academy" e all'età di quattordici anni gli fu offerto un contratto con la "J Records". Le sue influenze musicali comprendono Stevie Wonder, Fernando & Q-Bah, Marvin Gaye, Sam Cooke, Nat King Cole, Brian McKnight, Boyz II Men, e Joe.

### Mario, Turning Point (2002 - 2006)
Mario registrò il suo primo album Mario all'età di quindici anni, un anno prima della sua effettiva pubblicazione nel 2002. Il singolo trainante Just A Friend 2002, cover I singoli successivi furono Braid my Hair e C'mon. In seguito prende parte al tour Scream Tour 3, insieme con Bow Wow, Nick Cannon, B2K e Marques Houston. Nel 2006, il suo album d'esordio ha raggiunto le 700,000 copie vendute.
Dopo il suo album d'esordio, Mario decise di registrare un prodotto più maturo. vennero arruolati un numero di famosi produttori allo scopo, come Scott Storch e Lil' Jon. Il suo secondo album, Turning Point, venne pubblicato il 7 dicembre 2004, ed ebbe molto più successo del precedente, soprattutto grazie al singolo Let Me Love You. Il pezzo, che ricorda le sonorità di Michael Jackson, rimase per nove settimane consecutive al primo posto della Billboard Hot 100. I singoli successivi furono How Could You, Here I Go Again e Boom. Al termine della promozione, l'album arriva a vendere 3 milioni di copie. Nel febbraio, Mario cita in giudizio il suo ex manager, Troy Patterson, per non aver conseguito adeguate provvigioni sugli incassi del precedenti dischi.

### Go, DNA (2007 - 2012)
Il terzo album di Mario Go è stato pubblicato in Sudafrica per la Gallo Records il 9 ottobre 2007, in USA l'11 dicembre 2007 ed include collaborazioni con Jermaine Dupri, Ne-Yo, Janice Robinson, Eric West, Scott Storch, Jimmy Jam and Terry Lewis, Timbaland, Bryan Michael Cox, Nelly, Alicia Keys, The Neptunes, Jim Jonsin, Akon, Dre & Vidal, Warren Campbell, Sean Garrett, Trey Songz e Mr. Collipark. Mario, ha descritto il suo nuovo lavoro come più sexy ed appassionato. Il primo singolo estratto dall'album è stato "How Do I Breathe", mentre il secondo "Crying Out For Me", che raggiungerà il disco d'oro in patria. Il terzo singolo previsto "Music for love". Prima di essere ufficialmente pubblicato, il suo album è stato disponibile all'ascolto sullo spazio del cantante su Myspace. A inizio dello stesso anno, Mario ha fondato la sua nuova compagnia d'intrattenimento Soul Truth Entertainment.
Anticipato ad aprile dal singolo Break Up con Gucci Mane e Sean Garrett, giunto alla seconda posizione della classifica Billboard Hot R&B/Hip-Hop Chart, il 12 ottobre 2009 è stato pubblicato D.N.A., il quarto album di Mario. Dall'album sono stati estratti altri due singoli: Thinkin' About You e Ooh Baby. Nel 2011 Mario inizia a lavorare col produttore Rico Love per un album che avrebbe dovuto intitolarsi Restoration, tuttavia a causa dei problemi della casa discografica di allora il progetto fu messo in stand-by. In questo periodo Mario pubblica diversi mixtape, affermando di apprezzare molto questa modalità in quanto "lascia maggiore libertà creativa agli artisti". Nell'agosto 2011 venne annunciato il fallimento della J Records e l'annessione dei suoi artisti, Mario incluso, alla RCA Records.

### Dancing Shadows, Closer To Mars (2013 - presente)
Nel 2013 Mario ha pubblicato il singolo Somebody Else con Nicki Minaj e prodotto da Pollow Da Ton, per poi annunciare l'uscita dell'album per il successivo mese di ottobre e che avrebbe incluso anche collaborazioni con Sevyn Streeter e J. Cole. La pubblicazione del disco è stata tuttavia cancellata in seguito alla decisione dell'artista di lasciare la RCA Records per "divergenze creative". Successivamente, l'artista ha collaborato con Rick Ross nel brano Forever e ha annunciato la pubblicazione di un altro album intitolato Never To Late che, tuttavia, non è stato mai realmente pubblicato. Lo stesso singolo è stato leakato ma mai pubblicato in via ufficiale.
Nel 2016 Mario ha fondato la sua etichetta discografica, la New Citizien e annunciato un album intitolato Paradise Cove e pubblicato i singoli Paradise Cove e Let Me Help You. Successivamente l'artista ha modificato il titolo dell'album in Cosmo 17. In seguito alla pubblicazione dei singoli Pain Is The New Pleasure e For Love, Mario annuncia che il titolo definitivo dell'album sarebbe stato Dancing Shadows. Nel 2018 Mario ha pubblicato il singolo Drowning per poi lanciare finalmente l'atteso album, che venne pubblicato il 5 ottobre 2018.
Nel 2020 Mario ha pubblicato i singoli Closer, Rewrite It e Pretty Mouth Magic. Tali singoli saranno inclusi nell'EP Closer To Mars, previsto entro la fine del 2020.

### Recitazione
Mario ha recitato nei film Step Up, Freedom Writers e Rent e nella serie TV Empire. Nel 2003 ha anche fatto un cameo nella sit-com Sabrina Vita Da Strega.

## Discografia

### Album
- 2002 - Mario
- 2004 - Turning Point
- 2007 - Go
- 2009 - D.N.A.
- 2018 - Dancing Shadows

### Singoli
- 2002 - Just a Friend 2002
- 2002 - Braid My Hair
- 2003 - C'mon
- 2004 - Let Me Love You
- 2005 - How Could You
- 2005 - Here I Go Again
- 2005 - Boom
- 2007 - How Do I Breathe
- 2007 - Crying Out for Me
- 2008 - Do Right
- 2008 - Music for love
- 2009 - Break-up (featuring Gucci Mane & Sean Garrett)
- 2009 - Thinkin' About You
- 2009 - Ooh baby
- 2013 - Somebody Else (featuring Nicki Minaj)
- 2016 - I Need More
- 2021 - Get Back (featuring Chris Brown)
- 2022 - Main One (featuring Tory Lanez)

## Filmografia

### Cinema
- Step Up, regia di Anne Fletcher (2006)
- Freedom Writers, regia di Richard LaGravenese (2007)

### Televisione
- Sabrina, vita da strega (Sabrina, the Teenage Witch) – serie TV, episodio 7x21 (2003)
- One on One – serie TV, episodio 2x15 (2003)
- Empire – serie TV, 27 episodi (2018-2020)
- Rent: Live!, regia di Michael Greif e Alex Rudzinski – film TV (2019)